# 马丁娜·策尔纳
马丁娜·策尔纳（德語：Martina Zellner，1974年2月26日—），德国女子冬季两项运动员。她曾代表德国参加1998年冬季奥林匹克运动会冬季两项比赛，获得女子4×7.5公里接力项目金牌。